# Masaki Iida
Masaki Iida (飯田 真輝?, Iida Masaki; Toride, 15 settembre 1985) è un ex calciatore giapponese, di ruolo difensore.

## Palmarès

### Club

#### Competizioni nazionali
- J2 League: 1

Matsumoto Yamaga: 2018